# 六萬寺站
六萬寺站（日语：／ Rokumanji eki */?）是一個位於日本香川縣高松市、屬於高松琴平電氣鐵道（琴電）志度線的鐵路車站，車站編號為S09，為無人車站。車站以位於約650米外，曾經作為安德天皇行宮的六萬寺命名。

## 車站結構

### 站房
在靠向大町方向的月台末端出入口旁建有1座十分細小的木建小房，設有玻璃窗及於大門旁邊設有貌似服務窗戶的配置（現已以木板圍封），有可能過往曾經用作站務之用。而月台兩端均可作為出入口使用。

### 月台
設有側式月台1座，長約50米，本站整個月台都被上蓋和鐵皮所圍封着，除了出入口位置外，由馬路一方是完全不能看到月台上的任何狀況，是琴電所有月台中的唯一如此。月台兩端則各自裝有1組供出、入閘專用的IC卡感應器，也是同類無人車站中較少看到的配置，此外，月台上也設有2張木製候車長櫈、簡易式自動售票機及自動販賣機。在小屋對面則設有由高松市政府所規劃的單車停泊處，惟附近並沒有設置洗手間。列車停靠時，往瓦町方向為右側上落；往志度方向為左側上落。
| 路線     | 方向 | 目的地             | 備註 |
| -------- | ---- | ------------------ | ---- |
| ■ 志度線 | 上行 | 瓦町方向           |      |
| ■ 志度線 | 下行 | 大町、琴電志度方向 |      |

## 歷史
- 1911年11月18日：隨東讚電氣軌道今橋站～志度站開通而開業[1]。
- 1914年5月11日：車站向八栗方向遷移[2]。
- 1945年1月26日：被指為不要不急線，包括本站在內、由八栗至志度一段路段休止。
- 1949年10月9日：重新投入服務，改稱為「牟禮站」。
- 1955年2月1日：重新改回為「六萬寺站」[2]。
- 1974年以前：車站再向八栗方面遷移約100米[2]。

## 使用狀況
本站是繼瓦町站、潟元站及琴電志度站後，線道內使用人數第4多的車站，雖然近年上落人數持續減少中，但仍可維持接近1,000人的乘降量。
| 1日上落人數推斷 | 1日上落人數推斷 |
| 年度            | 1日平均人數     |
| --------------- | --------------- |
| 2011            | 1,057           |
| 2012            | 1,082           |
| 2013            | 1,068           |
| 2014            | 1,018           |
| 2015            | 978             |
| 2016            | 954             |
| 2017            | 967             |
| 2018            | 996             |
| 2019            | 1,028           |
| 2020            | 824             |
| 2021            | 824             |
| 2022            | 782             |

## 相鄰車站
高松琴平電氣鐵道（琴電）
■志度線
八栗 (S08) - 六萬寺 (S09) - 大町 (S10)

## 外部連結
- 高松琴平電鐵六萬寺站資訊 （页面存档备份，存于）（日語）